# 李兆
李兆（1591年—1647年），字為之，號見可，四川順慶府西充縣人，明朝、南明政治人物。

## 生平
李兆是天啟元年（1621年）辛酉科四川鄉試舉人，二年（1622年）與兄長李完同登壬戌科進士，授林縣知縣，調安陽縣知縣，陞吏部稽勳司主事，改驗封司主事、考功司主事，陞稽勳司員外郎、文選司郎中，因忤逆周延儒改光祿寺少卿，崇禎十五年（1642年）任山西鄉試同考官，陞右通政。他在任內刻苦警戒自己，在朝議收民田稅時力陳此事不便民眾，使朝廷中止計劃。後來周延儒失勢，陳演當政，李兆上書得罪陳演而改任監察御史，巡按陝西，打算陷其於死地，不久陝西陷落的消息至，命不到任，十六年（1643年）秋引疾乞歸，陞戶部右侍郎，獲下俞旨暫給假歸里調養，待病愈後到任，當時歸里路上充斥盜寇，買舟南行，十七年（1644年）春途經沅州，聞崇禎帝自縊，慟哭吐血數升，遂病重。同年夏，張獻忠攻陷四川，四川道路斷絕，李兆走至雲南思南府，派人潛回四川查訪消息，得知其家與兄長李完一家盡被屠殺，只有次子李映庚與一女婢逃脫，被查訪者帶回思南府，李兆聞訊悲憤不已。隆武帝即位後再次以原官起用他，與張夬共同監督錢法。福京失守，他在酉陽龔灘隱居，與楊世祿遙遙唱和，南明滅亡後憂憤而亡。临终之际赋诗四首，有“数茎短发留残顶，一片荒碑勒本朝”之句，呼子映庚曰：尔父负国恩，无以见先皇帝，即死勿厚敛我，青衣免冠，俾得待罪地下，勿违吾言。乃瞑目，享年五十七歲。